# Phyllocycla foliata
Phyllocycla foliata – gatunek ważki z rodziny gadziogłówkowatych (Gomphidae).